# عبده مباشر
عبده مباشر هو مؤلف وصحفي مصري. من مواليد 19 سبتمبر 1937 بمحافظة الشرقية. اشتهر بمؤلفاته العسكرية وعمل كمحرر عسكري بالعديد من الصحف المصرية.

## التأهيل العلمي
- حصل على ليسانس الحقوق بجامعة القاهرة.
- دبلوم معهد البحوث والدراسات العربية.
- دبلوم الصحافة من كلية التضامن ببرلين.
- ماجستير في العلوم السياسية ودرجة الزمالة من كلية الدفاع الوطني بأكاديمية ناصر العسكرية العليا.

## حياته المهنية
- شغل وظيفة محرر عسكري بمؤسسة أخبار اليوم خلال الفترة من 1958 إلى 1968
- شغل وظيفة محرر عسكري بمؤسسة الأهرام خلال الفترة من 1968 إلى 1969
- رئيس القسم العسكري بجريدة الأهرام والجمعية العمومية بها خلال الفترة من 1977 إلى 1985
- مساعد مدير مركز الدراسات الصحفية خلال الفترة من 1984 إلى 1985
- رئيس تحرير جريدة شباب بلادي خلال الفترة من 1985 إلى 1989
- كاتب بجريدة المساء منذ 1987
- عضو مجلس نقابة الصحفيين ووكيل مجلس النقابة حتى 1989
- عضو اتحاد الكتاب
- عضو بشعبة الإعلام بالمجلس الأعلى للشئون الإسلامية.
- عضو الجمعية المصرية للعلوم السياسية.
- عضو شعبة الإعلام بالمجالس القومية المتخصصة.
- محاضر بكليات الإعلام المصرية والعربية.

## مؤلفاته
- رجال أكتوبر.
- يوميات أكتوبر في سيناء والجولان.
- المؤسسة العسكرية الإسرائيلية.
- سيناء، الموقع والتاريخ.
- البحرية المصرية من محمد علي للسادات 1805 - 1973.
- إغراق إيلات.
- الحرب الإلكترونية.
- الحرب العراقية الإيرانية.
- السلام والمتغيرات في الوضع العسكري الإسرائيلي.
- حوار مع أبو عمار.
- جاسوسية وجواسيس.

## الأوسمة
- حصل على نوط التعبئة من الدرجة الثالثة عام 1954.
- حصل على نوط الشجاعة العسكرية من الطبقة الأولى عام 1971.
- حصل على وسام العلم اليوغسلافي عام 1972.